# Stemmops salenas
Stemmops salenas là một loài nhện trong họ Theridiidae.
Loài này thuộc chi Stemmops. Stemmops salenas được miêu tả năm 1996 bởi Marques & Buckup.